# Homem na Estrada
"Homem na Estrada" é uma canção do grupo brasileiro de rap Racionais MC's. Composta por Mano Brown, foi lançada em 1993 no LP Raio X Brasil.

## Elementos musicais

### Letra
A letra conta a história dos últimos dias da vida de um ex-presidiário negro, pobre, morador da periferia que busca reconstruir sua vida. Sua narração é feita por um narrador onipresente que se coloca ao lado do personagem da letra, embora o foco narrativo às vezes mude como nos trechos nos quais a própria história do narrador se confunde com o relato sobre o personagem da canção.
A lírica evidencia que a condição de ex-detento minimiza as chances do protagonista da canção levar uma vida comum novamente, com versos que reforçam um cotidiano de banalização da violência e da morte e de descrença na polícia.
Depois de ter seu nome envolvido em uma lista de suspeitos de participar em "assaltos na redondeza", o ex-presidiário 
termina executado arbitrariamente pela polícia durante uma invasão ao seu barraco na madrugada e seu corpo foi encontrado na estrada do M'Boi Mirim. A história fictícia de "Homem na Estrada" assemelha-se a métodos extrajudiciais de ação da polícia brasileira contados pelo ex-detento e escritor Luiz Alberto Mendes em suas obras. "Eles vão do criminoso ao crime, não do crime ao criminoso, como seria a lógica."

### Base musical
"Homem na Estrada" usa "samples" de "Ela Partiu", interpretada por Tim Maia. No refrão, os Racionais utilizaram principalmente os vocais do cantor. Em outro trecho de "Homem na Estrada" aparece o verso "e nunca mais voltou", que em "Ela Partiu" se refere à mulher amada, mas foi ressignificada na letra do grupo de Rap paulistano quando seguida do verso "Até o IBGE passou aqui".

## Recepção
Em 1994, o júri da Associação Paulista de Críticos de Arte elegeu "Homem na Estrada" como a melhor música do ano.
Grande fã dos Racionais MC's, o político Eduardo Suplicy notabilizou-se em algumas ocasiões por conta de performances de "Homem na Estrada" em programas de televisão (como o "Programa do Jô" e o "Pânico na TV"). Em uma sessão do Senado federal, Suplicy cantou o rap, como forma de convencer seus colegas a votar contra a aprovação da redução da maioridade penal na Comissão de Constituição e Justiça.

## Créditos
- Voz - Mano Brown
- Vozes Extras - Edi Rock e Wander
- KL Jay - Sampler, Efeitos Sonoros e Programação de Bateria